# 水上区 (上海市)
水上区是上海市已撤销的一个区。1953年11月27日，由华东军政委员会批准设立。1954年4月28日，水上区人民政府正式成立。因居民都是散居水上的船民，故名。范达夫（樊脱夫）任区长。其管辖范围为黄浦江、苏州河两大干流及其68条支流水上区域。水域面积为24.50平方公里。船只16,655条，船民74,437人（1953年）。1955年改称水上区人民委员会。1956年6月28日，因散居水上船民大部分都已在陆上定居，故上海市人民委员会决定撤销水上区。原水上区人民委员会各科室业务工作分别划归黄浦区人民委员会相应部门暂时负责。1957年4月，水上地区分别划入邻近的黄浦、虹口、闸北、普陀、蓬莱、卢湾、杨浦、东昌、东郊、西郊、北郊11个陆上区管辖。